# Lake Mckenzie
Lake Mckenzie (Lake McKenzie) är en sjö i Australien. Den ligger i delstaten Queensland, omkring 220 kilometer norr om delstatshuvudstaden Brisbane. Lake Mckenzie ligger 120 meter över havet. Arean är 150 kvadratkilometer. 
I omgivningarna runt Lake Mckenzie växer i huvudsak städsegrön lövskog. Genomsnittlig årsnederbörd är 1 545 millimeter. Den regnigaste månaden är mars, med i genomsnitt 290 mm nederbörd, och den torraste är september, med 24 mm nederbörd.